# Rolling Home (film 1926)
Rolling Home è un film muto del 1926 diretto da William A. Seiter. La sceneggiatura si basa su Like a King, lavoro teatrale di John Hunter Booth andato in scena a Broadway il 3 ottobre 1921.

## Produzione
Il film fu prodotto dall'Universal Pictures (come Universal Jewel).

## Distribuzione
Il copyright del film, richiesto dall'Universal Pictures Corp., fu registrato il 7 maggio 1926 con il numero LP22695.
Distribuito dall'Universal Pictures e presentato da Carl Laemmle, il film uscì nelle sale cinematografiche statunitensi il 27 giugno 1926 dopo essere stato presentato in prima a New York il 6 giugno.